# Carlo Pisacane (révolutionnaire)
Pour les articles homonymes, voir Carlo Pisacane.
Carlo Pisacane (Naples, 22 août 1818 – Sanza, 2 juillet 1857), duc de San-Giovanni, est un révolutionnaire italien et un précurseur de l’anarchisme en Italie.

## Biographie
Issu d'une famille noble désargentée, Carlo Pisacane est le fils du duc Gennaro Pisacane di San Giovanni et de Nicoletta Basile De Luna. À l'âge de 14 ans, il entre à l'école militaire Nunziatella puis dans l’armée napolitaine en 1839. Mais, influencé par les idées de Giuseppe Mazzini, il émigre en 1847. Après de courts séjours en Angleterre et en France, il sert dans l’armée française en Algérie.
La révolution de 1848 le rappelle en Italie. Il joue un rôle dans la brève République romaine de 1849, notamment dans la commission militaire chargée de la défense de la cité. Après sa capture par les Français, il part de nouveau en exil, tout d’abord à Londres puis à Gênes où il survit en donnant des cours.
Il considère la domination politique de la maison de Savoie comme aussi peu enviable que celle de l’Autriche. Quand Mazzini, après le soulèvement manqué de Milan, le 6 février 1853, décide d’organiser une expédition pour provoquer un soulèvement dans le royaume de Naples, Pisacane se propose pour cette mission. Il part en bateau de Gênes avec quelques partisans, parmi lesquels se trouve Giovanni Nicotera, à bord du steamer Cagliari le 25 juin 1857.	
Ils débarquent sur l’île de Ponza où, après avoir maîtrisé les gardes, ils libèrent quelques centaines de prisonniers qui sont enfermés. Le 28 juin, ils arrivent à Sapri, en Campanie, et tentent d’atteindre le Cilento. La population tarde à apporter son assistance et l’expédition est rapidement surpassée militairement et écrasée à Padula. Pisacane lui-même est tué à Sanza. 
Pisacane est considéré comme un précurseur de la propagande par le fait. Il disait que « les idées découlent des faits et non le contraire, le peuple ne sera pas libre dès lors qu’il sera instruit, mais sera tôt instruit une fois libre [...] L’utilisation de la baïonnette à Milan a produit une propagande plus efficace qu’un millier de livres ».
Durant le Risorgimento, Pisacane représentait l’extrême gauche. Comme partisan de Pierre-Joseph Proudhon, il a introduit l’anarchisme en Italie.